# Иполит Физо
Арман Иполит Луј Физо (фр. Armand Hippolyte Louis Fizeau; Париз, 23. септембар 1819 — Вантеј, 18. септембар 1896), француски физичар. Његови најранији радови били су везани за побољшања у фотографском процесу. Тада је, у сарадњи са Леоном Фукоом, започео низ истраживања о интерференцији светлости и топлоте. Године 1848, октрио је Доплеров ефекат за електромагнетне таласе. Године 1849. је објавио прве резултате добијене његовим методом за одређивање брзине светлости (види Физо-Фукоов апарат), а 1850. године је са Е. Гунелом измерио брзину електрицитета. 
Године 1853, описао је употребу кондензатора као средства за повећање ефикасности индукционог калема. Потом је студирао топлотно ширење чврстих тела, и применио је феномен интерференције светлости на мерење дилатације кристала. Постао је члан Француске Академије 1860. године и Бироа географских дужина 1878. године. Умро је у Вантеју 18. септембра 1896. године.